# Лешане (Апаче)
Лешане (словен. Lešane) је насељено место у општини Апаче, Помурска регија, Словенија.

## Историја
До територијалне реорганизације у Словенији било је у саставу старе општине Горња Радгона.

## Становништво
У попису становништва из 2011. године, Лешане је имало 192 становника.
| Број становника према пописима | Број становника према пописима | Број становника према пописима |
| ------------------------------ | ------------------------------ | ------------------------------ |
| 1991                           | 2002                           | 2011                           |
| 197                            | 182                            | 192                            |